# Faith Hubley
Faith Hubley est une productrice, réalisatrice, scénariste, monteuse, actrice et directrice de la photographie américaine née le 16 septembre 1924 à New York, New York (États-Unis), décédée le 7 décembre 2001 à New Haven (Connecticut).

## Biographie
En 1995, elle est récompensée du Prix Klingsor (pour l'ensemble de son œuvre) à la Biennale d'animation de Bratislava (BAB).

## Filmographie

### Productrice
- 1958 : The Tender Game
- 1958 : Harlem Wednesday
- 1959 : Moonbird
- 1962 : The Hole
- 1964 : Of Stars and Men
- 1964 : The Hat
- 1966 : Urbanissimo
- 1966 : Herb Alpert and the Tijuana Brass Double Feature
- 1968 : Zuckerkandl
- 1968 : Windy Day
- 1969 : Of Men and Demons
- 1970 : Eggs(film
- 1972 : Dig
- 1974 : Voyage to Next
- 1974 : Upkeep
- 1974 : Cockaboody
- 1975 : WOW Women of the World
- 1975 : Everybody Rides the Carousel
- 1976 : People, People, People
- 1977 : Whither Weather
- 1977 : Second Chance: Sea
- 1977 : The Doonesbury Special
- 1978 : Step by Step
- 1980 : Danse du ciel (Sky Dance)
- 1981 : Enter Life
- 1983 : Starlore
- 1986 : The Cosmic Eye
- 1987 : Time of the Angels
- 1989 : Yes We Can(film)
- 1989 : Who Am I?
- 1990 : Amazonia
- 1991 : Upside Down
- 1992 : Tall Time Tales
- 1994 : Seers & Clowns
- 1995 : Her Grandmother's Gift
- 1996 : My Universe Inside Out
- 1998 : Rainbows of Hawai'i
- 1998 : Cloudland
- 2000 : Our Spirited Earth
- 2000 : Witch Madness
- 2002 : Northern Ice, Golden Sun

### Réalisatrice
- 1958 : Harlem Wednesday
- 1960 : Children of the Sun
- 1963 :  The Hat
- 1966 : The Cruise
- 1968 : Windy Day
- 1970 : Eggs
- 1974 : Voyage to Next
- 1974 : Cockaboody
- 1975 : WOW Women of the World
- 1977 : Whither Weather
- 1977 : Second Chance: Sea
- 1977 : The Doonesbury Special
- 1978 : Step by Step
- 1980 : Danse du ciel (Sky Dance)
- 1981 : Enter Life
- 1981 : The Big Bang and Other Creation Myths
- 1983 : Starlore
- 1984 : Hello
- 1986 : The Cosmic Eye
- 1987 : Time of the Angels
- 1989 : Yes We Can
- 1989 : Who Am I?
- 1990 : Amazonia
- 1991 : Upside Down
- 1992 : Tall Time Tales
- 1994 : Seers & Clowns
- 1996 : My Universe Inside Out
- 1998 : Rainbows of Hawai'i
- 1998 : Cloudland
- 1998 : Beyond the Shadow Place
- 1999 : Africa
- 2000 : Our Spirited Earth
- 2000 : Witch Madness

### Scénariste
- 1957 : The Adventures of an
- 1964 : Of Stars and Men
- 1964 : The Hat
- 1966 : Urbanissimo
- 1966 : The Year of the Horse
- 1972 : Dig
- 1974 : Voyage to Next
- 1975 : Everybody Rides the Carousel
- 1977 : The Doonesbury Special
- 1980 : Danse du ciel (Sky Dance)
- 1986 : The Cosmic Eye
- 1989 : Yes We Can
- 1995 : Her Grandmother's Gift
- 1996 : My Universe Inside Out

### Monteuse
- 1948 : Strange Victory
- 1954 : Go, Man, Go ! de James Wong Howe
- 1957 : The Adventures of an *
- 1958 : The Tender Game
- 1958 : Harlem Wednesday
- 1964 : Of Stars and Men
- 1970 : Eggs

### Actrice
- 1995 : Her Grandmother's Gift : Narrator
- 1996 : My Universe Inside Out : Narrator (voix)

### Directrice de la photographie
- 1977 : The Doonesbury Special

## Prix et distinctions
- Prix du Jury - Court-métrage pour The Doonsbury Special, Festival de Cannes 1978
- Prix Klingsor (pour l'ensemble de son œuvre) à la Biennale d'animation de Bratislava (BAB)[1] 1995